# ديفيد أبنر
ديفيد أبنر هو سياسي أمريكي، ولد في 1826 في سلما في الولايات المتحدة، وتوفي في 1902 في مارشال في الولايات المتحدة. نشط حزبياً في الحزب الجمهوري. وقد انتخب عضو مجلس نواب تكساس ‏.